# Telipogon nervosus
Telipogon nervosus là một loài thực vật có hoa trong họ Lan. Loài này được (L.) Druce miêu tả khoa học đầu tiên năm 1917.